# Astor comú
L' astor comú, astor o falcó perdiguer (Astur gentilis; syn: Accipiter gentilis) és una espècie d'ocell de la família dels accipítrids (Accipitridae). Es troba als boscos d'Euràsia i l'Amèrica del Nord. El seu estat de conservació es considera de risc mínim.
És semblant a l'esparver i molt emprat en falconeria.

## Morfologia

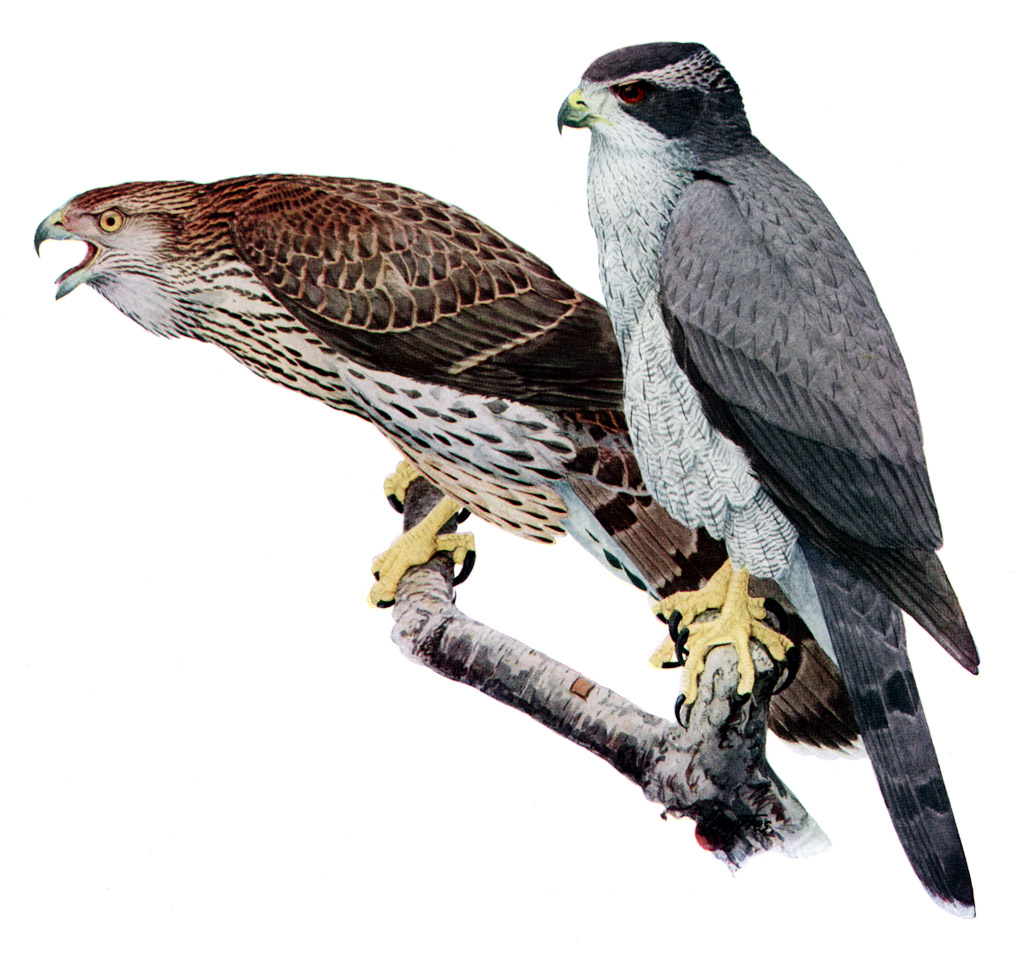
Exemplars: immadur (esquerra) i adult.

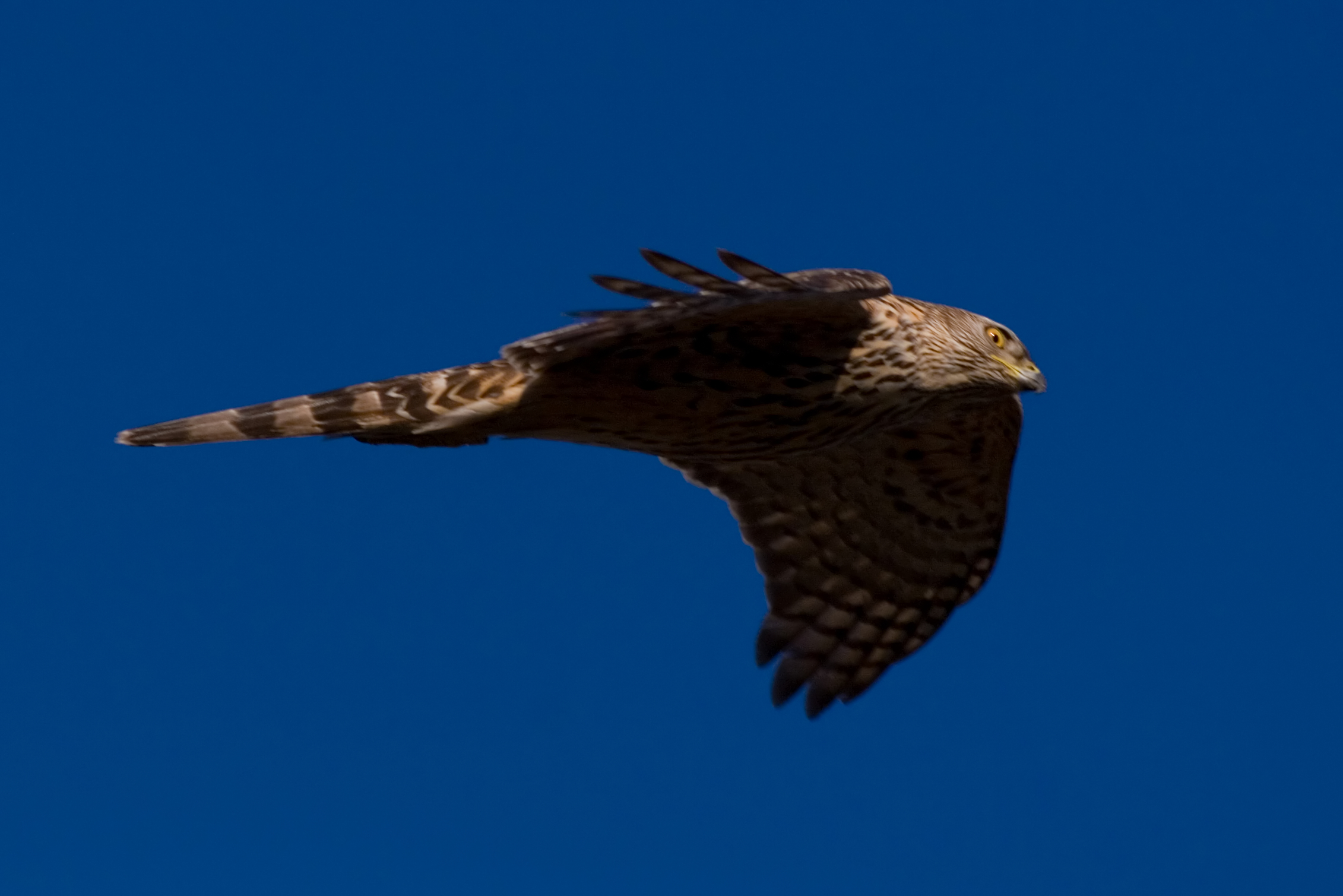
Astor en vol fotografiat a Hèlsinki (Finlàndia).

- El mascle fa 49-57 cm de llargada i 93-105 cm d'envergadura alar.
- La femella fa 58-64 cm de llargària i 108-127 cm d'envergadura alar.
- Els mascles de les subespècies més petites poden pesar fins a 630 g, mentre que les femelles de les races més grosses poden arribar a fer 2 kg.
- Colors foscs al dors i blanquinosos al ventre, amb petites franges transversals brunes.
- Cap petit.
- Bec fort i encorbat.
- Potes fermes amb urpes potents.
- Ales curtes i arrodonides.
- Cua llarga.

## Subespècies
- Accipiter gentilis gentilis
- Accipiter gentilis albidus
- Accipiter gentilis apache
- Accipiter gentilis arrigonii
- Accipiter gentilis atricapillus
- Accipiter gentilis buteoides
- Accipiter gentilis marginatus
- Accipiter gentilis fujiyamae
- Accipiter gentilis laingi
- Accipiter gentilis schvedowi
- Accipiter gentilis striatulus

## Taxonomia
Les tres subespècies nord-americanes (atricapillus, laingi i apache) han estat modernament separades a una espècie diferent: Accipiter atricapillus, arran treballs com ara Geraldes et al. 2019. La nova situació ha propiciat que Accipiter gentilis ha passat a ser denominat en anglès com "Eurasian goshawk" (astor eurasiàtic).
Tradicionalment l'astor comú estava classificat dins el gènere Accipiter. Tanmateix, estudis filogenètics moleculars van trobar que aquest gènere era polifilètic i es va proposar reordenar les seves espècies en 5 gèneres monofilètics. En base a aquests estudis, el Congrés Ornitològic Internacional, en la seva llista mundial d'ocells (versió 14.2, 2024) transferí l'astor comú al gènere  Astur, que fou recuperat per a tal fí.
Segons el Handook of the Birds of the World i la quarta versió de la BirdLife International Checklist of the birds of the world (Desembre 2019), aquest tàxon apareix classificat dins del gènere Accipiter.

## Reproducció
Aprofita els nius de còrvids o d'aligots per a niar. Pon 3 o 4 ous que cova durant 35-41 dies. Els petits encara necessitaran 35-50 dies per a volar.

## Alimentació
Perfectament camuflat en un arbre, es llança amb increïble perícia, entre branques i troncs, per caçar altres ocells (faisans, gaigs, còrvids, galls fers, perdius, aviram, etc.) i petits mamífers (conills, esquirols, talps, llebres, etc.).

## Hàbitat
Viuen als boscos fins a uns 2.000 m d'altitud i, de fet, als Països Catalans, es troba en quasi tota mena de bosc, fins i tot en els més frondosos, on no té cap dificultat per circular a gran velocitat. Tot i ser un ocell que tendeix a evitar la presència humana, les darreres dècades els astors han començat a criar a algunes ciutats del centre d'Europa on hi ha una cobertura vegetal relativament abundant, com ara Berlín.

## Distribució geogràfica
A l'estiu, viuen al nord d'Europa i d'Àsia, i a la tardor baixen cap al sud i a l'Àfrica del Nord. També habita les regions temperades de Nord-amèrica.

## Costums
Volen veloçment, amb un ràpid batre d'ales, o bé planen. És bastant sedentari i, igual que l'àliga daurada, es queda a la muntanya mentre dura l'hivern.

## Conservació
La seua supervivència es troba amenaçada per la destrucció dels boscos dels quals depenen les seues preses i l'astor mateix. De fet, aquesta va ésser una de les tres causes de la seua extinció al Regne Unit al llarg del segle xix (les altres foren el col·leccionisme d'exemplars i la seua cacera per part dels guardaboscos per ser considerada una feristela). Actualment, ha tornat a aquell país per polítiques de reintroducció, exemplars vinguts del continent i d'altres escapats d'activitats de falconeria. Així, per exemple, ha esdevingut una espècie nombrosa a Northumberland.